# NGC 7633
NGC 7633 في الفهرس العام الجديد، هي مجرة، تقع في كوكبة الهندي. اكتشفت في 2 نوفمبر 1834 بواسطة جون هيرشل.

## روابط خارجية
- NGC 7633 على موقع ويكي سكاي: DSS2, SDSS, GALEX, IRAS, Hydrogen α, X-Ray, Astrophoto, Sky Map, Articles and images